# Goodenia armitiana
Goodenia armitiana är en tvåhjärtbladig växtart som beskrevs av Ferdinand von Mueller. Goodenia armitiana ingår i släktet Goodenia och familjen Goodeniaceae. Inga underarter finns listade i Catalogue of Life.